# Otto von Gierke
Otto Friedrich von Gierke, né à Stettin (province de Poméranie, royaume de Prusse) le 11 janvier 1841, mort à Berlin-Charlottenburg (État libre de Prusse) le 10 octobre 1921, est un historien du droit et homme politique allemand.

## Œuvres
- Das deutsche Genossenschaftsrecht, Berlin, éd. Weidmann, in-8° :
  - I. Rechtsgeschichte der deutschen Genossenschaft, 1868
  - II. Geschichte des deutschen Körperschaftsbegriffs, 1873
  - III. Die Staats- und Korporationslehre des Alterthums und des Mittelalters, 1881
  - IV. Die Staats- und Korporationslehre der Neuzeit, 1913
- Johannes Althusius und die Entwicklung der naturrechtlichen Staatstheorien, Breslau, éd. W. Koebner, 1880, in-8°, XVIII-322 p.
- Deutsches Privatrecht, Leipzig, Duncker und Humblot, 1895-1917, in-8° :
  - I. Allgemeiner Teil und Personenrecht
  - II. Sachenrecht
  - III. Schuldrecht
- Personengemeinschaften und Vermögensinbegriffe in dem Entwurfe eines bürgerlichen Gesetzbuches für das deutsche Reich, Berlin, éd. D. Collin, 1889, in-8°, IV-122 p.
- Die Bedeutung des Fahrnisbesitzes für streitiges Recht nach dem bürgerlichen Gesetzbuch für das deutsche Reich, Jena, éd. G. Fischer, 1897, in-8° , 72 p.
- Die Genossenschaftstheorie und die deutsche Rechtsprechung, Weidmannsche Buchhandlung, Berlin 1887.
- Die Grundbegriffe des Staatsrechts und die neuesten Staatsrechtstheorien, in Zeitschrift für die gesamte Staatswissenschaft, t. XXX, 1874, p. 153-198,
- Die soziale Aufgabe des Privatrechts, Berlin 1889
- Naturrecht und deutsches Recht, Frankfurt am Main 1883
- Labands Staatsrecht und die deutsche Rechtswissenschaft, in Schmollers Jahrbuch für Gesetzgebung, VII, 1883
- Das Wesen der menschlichen Verbände, Berlin 1902.
- Der germanische Staatsgedanke, in Staat, Recht Volk, vol. 5 1919, (trad. française dans Revue Française D'Histoire des Idées Politiques, no 23, 1/2006, p. 172-191)